# Alaska-Schrift

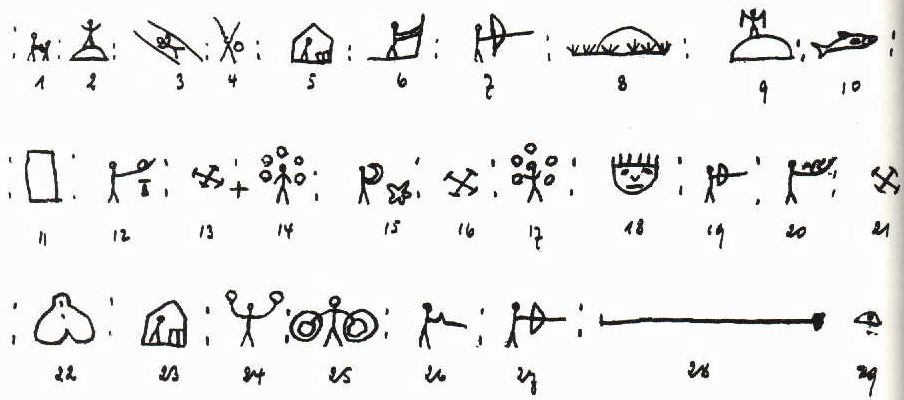
Vater unser in Alaska-Schrift

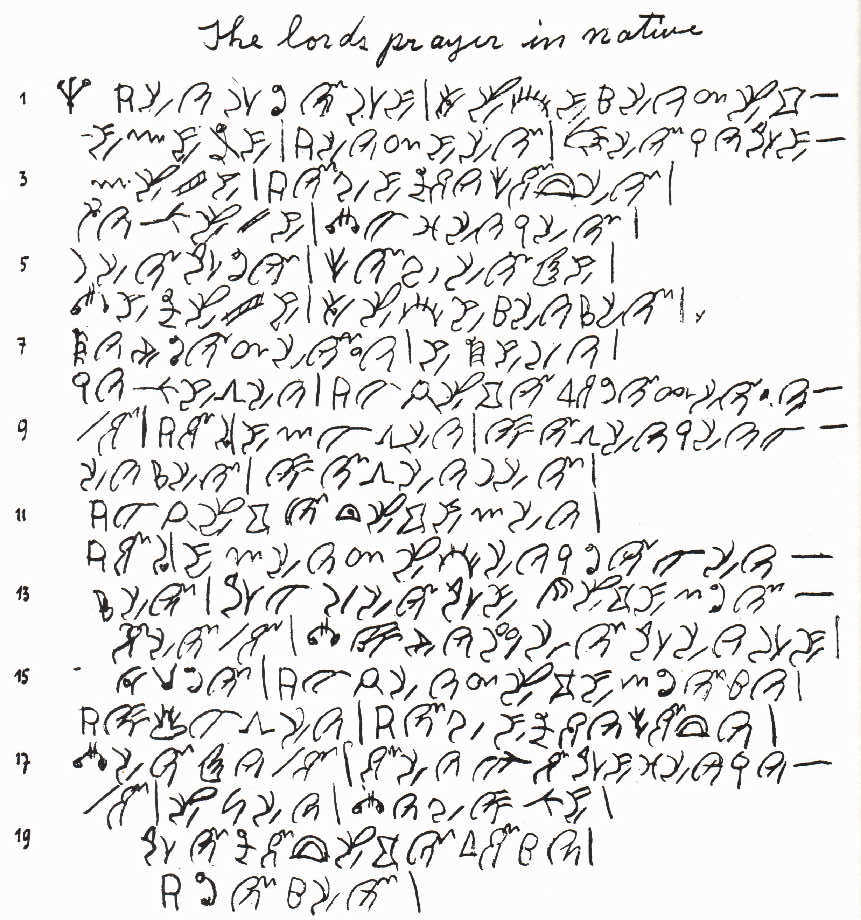
Vater unser in Alaska-Schrift. 1909

Die Alaska-Schrift, gelegentl. auch Yupik-Schrift, ist eine Silbenschrift, die um 1900 von dem Yupik Uyakoq entwickelt wurde.
Uyakoq  war Analphabet, hatte aber durch seinen Sohn einen gewissen Zugang zur Schreibung der englischen Sprache. Er verwandte deshalb englische Wörter in lateinischer Schreibung als Silbenzeichen in seiner Schrift.
Yupik wird heute in lateinischer Schrift geschrieben.

## Einzelbelege
1. ↑  Kenn Harper: Alaskan Picture Writing. In: Writing in Inuktitut: An Historical Perspective. Inuktitut (53). Ottawa: Indian and Northern Affairs, 1983, archiviert vom Original am 31. Dezember 2005; abgerufen am 15. Oktober 2016 (englisch, Seite 3–35).
2. ↑  Yupik writing. In: Florian Coulmas (Hrsg.): The Blackwell encyclopedia of writing systems. Blackwell Publishers, Oxford, Ox. / Cambridge, Mass. 1999, ISBN 0-631-21481-X. (englisch, blackwellreference.com (Memento vom 25. April 2015 im Internet Archive))